# Устав Црне Горе из 1992.
Устав Републике Црне Горе био је највиши правни акт Републике Црне Горе. Усвојен је 12. октобра 1992. године, на сједници Скупштине СР Црне Горе, која је одржана у Подгорици. Чин проглашења обавио је Ристо Вукчевић, тадашњи предсједник Скупштине Црне Горе. Ступањем на снагу овог устава престао је да важи Устав Социјалистичке Републике Црне Горе из 1974. године.
Доношење овог устава усљедило је након доношења Устава Савезне Републике Југославије, који је усвојен 27. априла 1992. године, чиме је створена Савезна Република Југославија, коју су чиниле Црна Гора и Србија. Потом је покренут поступак за доношење новог устава Црне Горе, ради усклађивања са новим савезним уставом. Иако су поједине опозиционе странке предлагале да се доношење новог устава обави путем расписивања избора за Уставотворну скупштину, тај предлог није био прихваћен од владајуће Демократске партије социјалиста Црне Горе, тако да је доношење новог устава обављено од стране постојећег скупштинског сазива, који је конституисан након парламентарних избора, одржаних у децембру 1990. године.

## Национално питање
Новим уставом Црне Горе, у правни поредак је уведен појам "националних и етничких група", чиме су замјењене дотадашње категорије народа и народности. Такође је избјегнуто и свако "мањинско" одређивање друштвених група, усљед чега у цјелокупном тексту устава није било ни помена о било каквим мањинама, чиме се жељело нагласити да су све групе потпуно равноправне, независно од њихове бројности. У петом сегменту другог дијела новог устава, који носи назив "Посебна права припадника националних и етничких група" (чланови 67-76) уређена су разна питања која се односе на заштиту права свих националних и етничких група, а тим поводом је прописано и оснивање "Савјета за заштиту права припадника националних и етничких група". У цјелокупном тексту устава није посебно издвојен, нити поменут било који народ, већ је у уставној преамбули на уопштен начин поменут црногорски народ, што се односило на народ Црне Горе у цјелини.

## Језичко питање
Једно од најзначајнијих питања која су регулисана новим уставом било је питање о одређивању службеног језика у Црној Гори. Као ослонац за рјешавање тог веома осјетљивог и сложеног питања послужило је рјешење из недавно усвојеног Устава Савезне Републике Југославије од 27. априла 1992. године, у чијем је 15. члану било прописано: У Савезној Републици Југославији у службеној употреби је српски језик екавског и ијекавског изговора. Таквом одредбом, која је била плод пуне сагласности између тадашњих политичких и друштвених чинилаца у Црној Гори и Србији, потврђена је равноправност оба изговора у српском језику, екавског и ијекавског, а изричитим уставним истицањем њихове равноправности жељело се нагласити да је ријеч о варијететима унутар јединственог српског језика. Уз ослонац на такво свеобухватно рјешење из савезног устава, нови устав Црне Горе је у 9. члану прописао одредбу која гласи: "У Црној Гори у службеној употреби је српски језик ијекавског изговора".

## Државни симболи
Током расправе о нацрту новог устава, до изражаја су дошле бројне разлике по питању новог изгледа државних симбола Црне Горе. Поменуте разлике су биле мотивисане идеолошким побудама и различитим односом према схватању националног идентитета. Чак и у оквиру самих политичких странака није постојало унутрашње јединство по питању усвајања нових рјешења. Тако је у оквиру владајуће Демократске партије социјалиста Црне Горе постојала група старих партијских кадрова, који су се залагали за задржавање постојећих симбола са црвеном звијездом петокраком. Таква залагања су у широј јавности оцјењена као анахрона, након чега се руководство ДПС опредјелило за уклањање идеолошких обиљежја. Стога је приликом израде нацрта новог устава предложено да се задржи дотадашње рјешење у виду црвено-плаво-бијеле тробојке, али без петокраке. Према тексту уставног нацрта, који је припремљен у љето 1992. године, предложене одредбе о државним симболима су гласиле: "Грб Црне Горе је двоглави бијели орао са царском круном над орловским главама, царским скиптром у десној и шаром у лијевој канџи. На прсима му је лав на црвеном штиту. Боје државне заставе су: црвена, плава и бијела. Химна Црне Горе је "Онамо, ’намо".
Приједлози из уставног нацрта наишли су на жесток отпор појединих опозиционих странака, што се у првом реду односило на партије које су припадале коалицији под називом "Савез реформских снага" (17 посланика), а значајне примједбе долазиле су и из редова мањинских странака, које су биле окупљене у "Демократској коалицији" (12 посланика). Њихов отпор према предложеним рјешењима послужио је као повод за преиспитивање уставног нацрта. Наиме, у дијелу руководства владајуће ДПС постојале су већ у то вријеме веома изражене суверенистичке тенденције, које су се испољиле у виду отпора према предложеној застави Црне Горе, која је била идентична са заставом Србије, што је за њих било неприхватљиво, а исти однос су имали и према предложеној химни "Онамо, ’намо" која је била симбол српског патриотизма у Црној Гори. Усљед притисака који су долазили са разних страна, на крају се у потпуности одустало од предложених рјешења из уставног нацрта, а ново "компромисно" рјешење је пронађено у пуком набрајању државних симбола у новом уставу, али без прецизирања њиховог изгледа и садржаја, тако да је садржај 6. члана новог устава на крају био сведен на кратку одредбу која је гласила: "Црна Гора има грб, заставу и химну". Тиме је створен простор за накнадно рјешавање тог питања путем доношења посебног закона, који је након додатних заплета и спорова усвојен тек у децембру 1993. године.
- Грб Црне Горе, који је био у употреби у вријеме доношења новог устава (1992)
- Застава Црне Горе, која је била у употреби у вријеме доношења новог устава (1992)
- Грб Црне Горе, који је прописан законом из децембра 1993. године
- Застава Црне Горе, која је прописана законом из децембра 1993. године